# La Teulera (Novelda)
La Teulera és una partida o llogaret de Novelda (comarca del Vinalopó Mitjà) que es troba elevada tot just a la vora del Vinalopó, entre el riu i l’estació de ferrocarril situada al nord d’aquella ciutat. Ubicada en les coordenades 38°23'57.7"N 0°46'28.9"W, té una alçada de 267 metres d’altitud sobre el nivell del mar. La zona és parcialment agrícola i arbòria, on encara hi ha abundant presència d’oliveres, garrofers, palmeres i pins. La part colindant amb el riu ha estat objecte, des de principis de segle XXI, de neteja de cactus invasors i repoblació botànica autòctona, especialment arbustiva.

## Rutes de senderisme

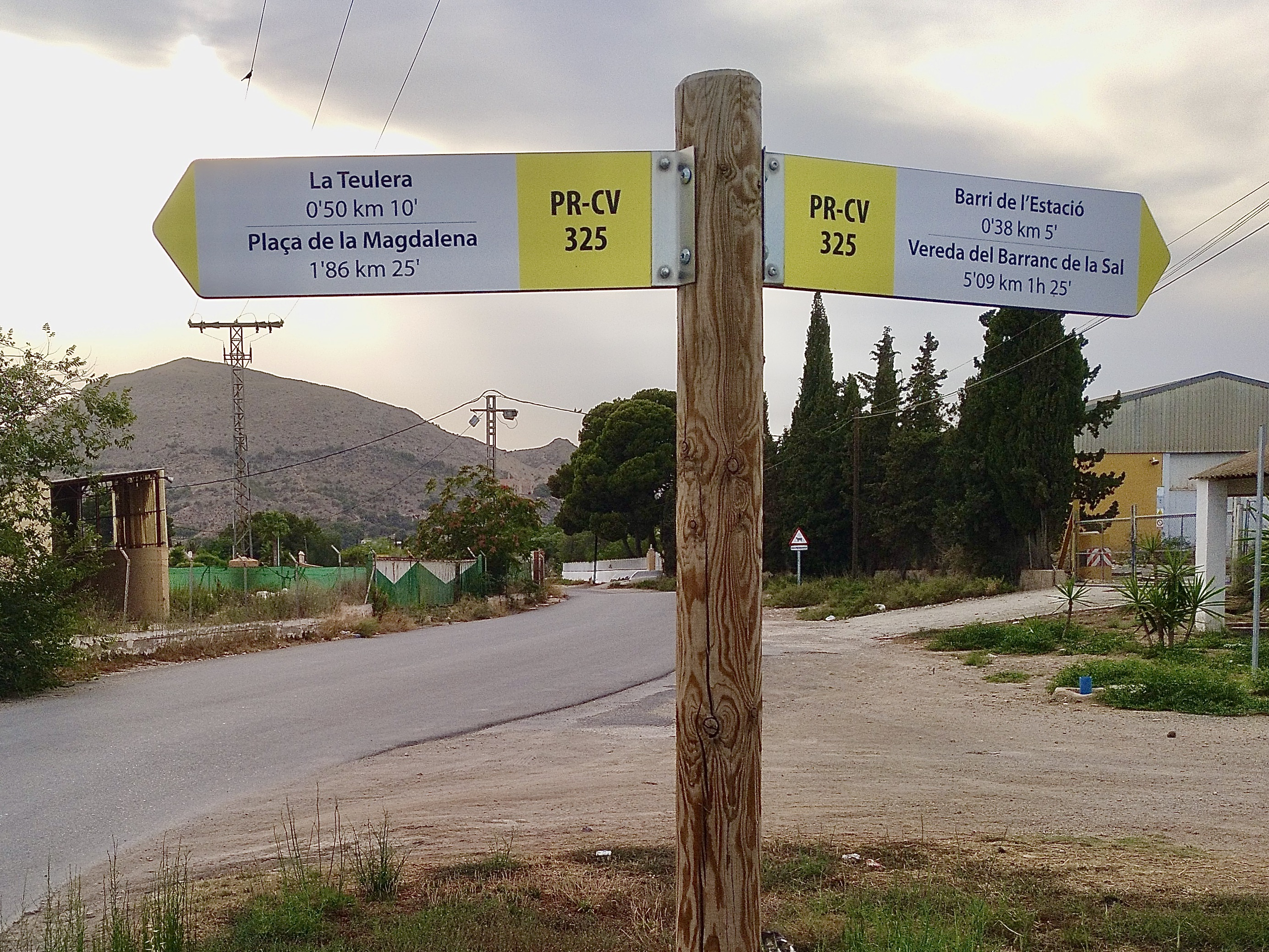
Cruïlla entre la Teulera i l'estació de tren de Novelda, vora l'antic llavador.

Degut a la seua ubicació en els camins que conecten el castell de la Mola –i la muntanya de la què en rep el nom–, el Montagut i la serra del Sit amb la ciutat, la Teulera figura en el mig del traçat de diferents rutes ben conegudes de senderisme que es practica a la comarca.
- PR-CV 325 (Novelda-Serra del Sit)

- PR-CV 311 (Novelda – Castell de la Mola)
- Ruta de la Generalitat Valenciana

## Toponímia
La Teulera està inscrita en el llistat toponímic oficial de la Secció d’Onomàstica de l’Acadèmia Valenciana de la Llengua, a l’apartat de Partides i paratges de Novelda. El nom prové de l’antic obrador dedicat a la fabricació de teules que hi havia instal·lat aprofitant la proximitat de matèries primeres bàsiques en esta activitat, com són l’argila i l’aigua del riu.
Sempre en relació amb la ubicació d’antics obradors d’estes característiques, el topònim Teulera és compartit amb altres llocs desplegats en el mateix àmbit lingüístic, ja siguen entitats administratives o paratges rurals:
- La Teulera (Palma)
- Torre de Cala Teulera (Menorca)
- Barranc de la Teulera (Castell de Mur)
- Paratge la Teulera (Rivert)
- La Teulera (La Torre de Cabdella)
- Solà de la Teulera (Bóixols)